# Dźagannath

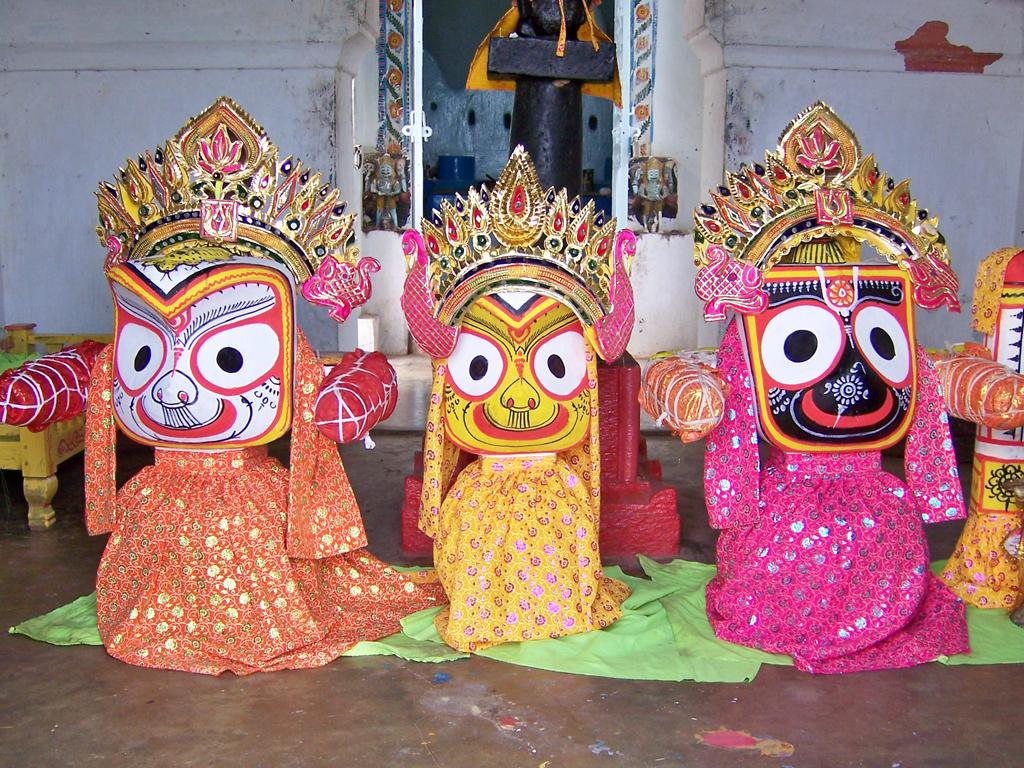
Od lewej: Balarama, Subhadra i Dźagannatha

Dźagannath, Dźagannatha (dewanagari: जगन्नाथ trl. jagannāth(a)) – forma Kryszny przedstawiająca go jako Pana Świata (jagat „świat” + nāth „pan”), czczona przez wisznuitów, a pochodząca z Puri, świętego miasta hinduistów.
Przedstawiany zwykle z siostrą Subhadrą i bratem Balaramą (Balabhadrą, Baladewą). Wszystkie trzy figury wykonane są z drewnianych kloców, mają duże głowy o uproszczonych rysach twarzy, dużych oczach, są bez nóg, a ręce mają w postaci prostych kołków. Dźagannath jest w kolorze czarnym.
Zgodnie z przekazem religijnym autorem pierwowzoru bóstw był niebiański architekt Wiśwakarman, pracujący na polecenie króla Indradjumny. Wiśwakarman porzucił pracę nad bóstwami, gdy zniecierpliwiony Indradjumna, pomimo zakazu architekta, zajrzał do pracowni, by sprawdzić postęp prac. Wówczas Brahma obdarzył bóstwa oczami i powołał je do życia.
Historyczni władcy Orissy mianowali się Synami Dźagannathy.